# پی‌اس‌ال‌وی - سی ۳۷
پی‌اس‌ال‌وی - سی ۳۷ (به هندی: पीएसएलवी-सी37)، (به انگلیسی: PSLV-C37)، که (همچنین به عنوان سری ماهواره‌ای کارتوسَت-۲ شناخته می‌شود) سی و نهمین مأموریت از برنامه PSLV و مأموریت شانزدهم در پیکربندی «PSLV-XL» بود. پی‌اس‌ال‌وی - سی ۳۷ در ۱۵ فوریهٔ ۲۰۱۷ با موفقیت ۱۰۴ ماهواره را به طور همزمان در مدار خورشیدآهنگ قرار داد و از این نظر یک رکورد تازه ایجاد کرد. رکوردهای پیشین، راه‌اندازی همزمان ۳۷ ماهواره توسط موشک روسی دنپر در ۱۹ ژوئن ۲۰۱۴و ۲۹ ماهواره توسط راکت مینوتور ناسا در ۱۹ نوامبر ۲۰۱۳ بوده‌است. راه اندازی پی‌اس‌ال‌وی - سی ۳۷ توسط سازمان پژوهش‌های فضایی هند (آی‌اس‌آراُ ISRO) از مرکز فضایی ساتیش داوان در سری‌هاری‌کوتا، آندرا پرادش، انجام شده‌است. هزینهٔ راه‌اندازی این مأموریت ۱۵ میلیون دلار آمریکایی بود. بنا بر گزارش سازمان پژوهش‌های فضایی هند، ۱۰۱ ماهواره از آنها ماهواره‌های بین‌المللی بوده‌اند که به عنوان بخشی از یک برنامه‌ریزی‌ها و قرارهای تجاری میان چندین کشور و شرکت انتریکس؛ شرکتی که توسط دولت هند و زیر نظر وزارت امور فضایی، یک بازوی تجاری (آی‌اس‌آراُ ISRO)، اجرا و راه‌اندازی شده‌اند.

## کاربردهای برخی از ماهواره‌ها
شبیه‌سازی‌های ماهوارهٔ کارتوسات-۲دی، به نقشه‌برداری‌های انجام شدهٔ ماهواره‌های پیشین افزوده شده، و برای سیستم اطلاعات زمین در جاهای مختلف و برنامه‌های کاربردی سامانه اطلاعات جغرافیایی در هند استفاده می‌شود. از دو نانوماهوارهٔ هند، «INS-1A و INS-1B»، به عنوان محموله‌های تجربی علمی آینده استفاده می‌شود.
ماهوارهٔ (داو DOVE) را ایالات متحده آمریکا استفاده می‌کند و برای عکس برداری از زمین برای اهداف تجاری، محیط زیستی، و فعالیت‌های بشردوستانه استفاده می‌شود. ماهواره‌های (لمور LEMUR) برای ردیابی حمل‌ونقل کشتی‌ها و اندازه‌گیری‌های آب و هوایی با استفاده از اختفاء رادیویی جی‌پی‌اس (GPS radio occultation). فارابی-۱ از قزاقستان، نایف ۱ از امارات متحده عربی، و (پیاس PEASSS)از هلند ماهواره‌های نشان‌دهنده تکنولوژی هستند در حالی که (دیدو-۲ DIDO-2)از سوئیس یک ماهوارهٔ خرد پژوهشی است. (بی‌جی‌یوسات BGUSAT) از اسرائیل در درجهٔ اول برای تحقیق و سیستم‌های خودکار هواپیما اویونیک استفاده می‌شود.